# Noboru Ueki
Noboru Ueki (植木 昇, Ueki Noboru, 1905–1992) byl japonský fotograf aktivní ve 20. století. Jeho fotografie jsou ve sbírce Tokijského muzea fotografie.

## Výstavy
- 2019: Júši Kobajaši & Noboru Ueki: K.P.S. - MEM, Šibuja-ku, Tokio, Japonsko